# Parque transfronterizo De Zoom-Kalmthoutse Heide
El parque transfronterizo De Zoom-Kalmthoutse Heide (en neerlandés: Grenspark De Zoom - Kalmthoutse Heide; en francés: Parc transfrontalier de Zoom-Kalmthoutse Heide) es un parque transfronterizo en los límites internacionales entre Bélgica y los Países Bajos. Se trata de una fusión de dos parques anteriores, el Kalmthoutse Heide en Bélgica y el De Zoom en los Países Bajos), que se extiende sobre 37,50 km². El parque tiene grandes extensiones de brezales.
El parque es administrado por una comisión especial en la que las organizaciones, tanto flamencas (por parte de Bélgica) como neerlandesas están representadas.